# Oppeid
Oppeid è un villaggio della Norvegia, situato nella municipalità di Hamarøy, nella contea di Nordland.